# Hydreliox
L'Hydreliox è una miscela respiratoria che contiene elio, ossigeno e una piccola parte di idrogeno.
Viene usata principalmente nelle immersioni profonde, solitamente oltre i 130 metri. Oltre questa profondità, l'utilizzo prolungato dell'heliox può causare HPNS (sindrome nervosa da alta pressione). Per questo motivo è nato l'hydreliox. Infatti, come il trimix, questa miscela contiene un terzo gas che aiuta a prevenire l'insorgere di questa sindrome. Mentre nel trimix il terzo gas è l'azoto, in questa miscela il terzo gas è l'idrogeno. Questo gas è il più leggero che esista e quindi è più facile da respirare, ma soprattutto è più veloce da eliminare durante la desaturazione e quindi permette di ridurre la durata delle tappe decompressive.
L'hydreliox è stato testato a profondità superiori ai 500 metri da una società francese specializzata nelle immersioni professionali (la COMEX S.A.). Tuttavia si è verificato che oltre i 300 metri di profondità respirando hydreliox si incorre in una 'narcosi da idrogeno' con sintomi simili a quelli della narcosi da azoto.